# Serie D

Serie D, ook wel Lega Nazionale Dilettanti, is de vierde voetbaldivisie in Italië en het hoogste niveau amateurvoetbal in het land. De kampioen van iedere Serie D promoveert direct naar de Serie C. De laatste vier teams degraderen naar de Eccellenza; de nummers 13 tot en met 16 kunnen nog hopen op behoud na het spelen van een kwalificatiewedstrijd (heen en terug), terwijl de laatste twee van iedere reeks direct degraderen.
Sinds de jaren negentig, bestaat de Serie D uit 162 teams, verdeeld over 9 regionale competities, die elk uit 18 teams bestaan. Tussen 1978 en 2014 was de Serie D het vijfde niveau.
- Girone A: clubs uit Piëmont en Ligurië
- Girone B: clubs uit Piëmont, Lombardije en Trentino-Zuid-Tirol
- Girone C: clubs uit Veneto en Friuli-Venezia Giulia
- Girone D: clubs uit Lombardije, Emilia-Romagna en Marche
- Girone E: clubs uit Ligurië, Toscane en Umbria
- Girone F: clubs uit Marche, Umbria, Abruzzen en Molise
- Girone G: clubs uit Lazio en Sardinië
- Girone H: clubs uit Campania, Apulië en Basilicata
- Girone I: clubs uit Campania, Calabrië en Sicilië

Serie A · Serie B · Serie C · Serie D · Eccellenza · Coppa Italia · Supercoppa Italiana

Voetbalsysteem · Voetbalbond · Nationaal voetbalelftal